# Alyaksey Kazlow
Alyaksey Kazlow (tiếng Belarus: Аляксей Казлоў; tiếng Nga: Алексей Козлов; sinh 11 tháng 7 năm 1989) là một cầu thủ bóng đá Belarus. Tính đến năm 2017, anh thi đấu cho Naftan Novopolotsk.